# Изабелла де Бриенн
Изабелла де Бриенн (1306 — 1360) — регентша при графе Леччо, а также титулярная герцогиня Афин и королева Иерусалима с 1356 по 1360 годы.

## Семья и юность
Изабелла была дочерью герцога Афинского Готье V де Бриенна и Жанны де Шатильон. Она родилась в Италии, а в 1308 году её отец после смерти Ги II де Ла Рош унаследовал Афинское герцогство, и вся семья переехала в Грецию. В 1311 году отец Изабеллы погиб в битве с каталонцами, захватившими герцогство. Семье Бриеннов остались только маленькие владения в Беотии — Аргос и Навплион. Герцогиня Жанна с детьми уехала во Францию. Всю свою жизнь она безуспешно пыталась собрать силы и деньги для возвращения своему сыну отцовского престола.

## Женитьба и наследство
Поскольку семья испытывала серьёзные денежные затруднения, причиной которых были огромные долги покойного герцога, Изабелла не смогла выйти замуж за дворянина своего круга, и стала женой небогатого рыцаря из Эно, Готье III Энгиенского (умер в 1345). Она родила ему одиннадцать детей, в том числе сыновей Сойе, Людовика и Ги.
Брат Изабеллы, Готье VI Бриен женился на племяннице неаполитанского короля, и получил от него войско для отвоевания афинского герцогства. Отправившись в Грецию, Вальтер взял с собой сына Вальтера VI и племянника Сойе Энгиенского, сына Изабеллы. Однако его поход закончился неудачей. Афины вернуть не удалось, но Бриен продолжал удерживать за собой Аргос и Навплион. Как раз тогда от болезни умер его единственный сын. Покинув Грецию в 1332, Бриен передал управление Аргосом и Навплионом сыну Изабеллы, Сойе Энгиенскому. В 1356 году Вальтер погиб в битве при Пуатье, сражаясь против англичан. Поскольку у него от двух браков не осталось детей, сестра Изабелла стала его единственной наследницей.
Владения Бриена она разделила между своими многочисленными детьми. Сойе продолжал править Аргосом и Навплионом, а также получил титул афинского герцога и французское графство Бриен. Впоследствии Сойе передал Аргос и Навплион младшему брату Ги. Жан Энгиенский получил итальянские графства Лечче и Кастро, а Людовик — Конверсано. Самая значительная часть наследства досталась Жану, после смерти которого в 1380 году его владения наследовал бездетный сын Пьетро, а после его смерти в 1384 году — его сестра Маргарита Энгиенская, которая стала женой князя Раймондо Орсини, а потом — короля Неаполя Владислава.
Изабелла де Бриенн умерла в 1360 году.